# Barquisimeto
Barquisimeto (castellà veneçolà: [baɾkisiˈmeto]) és la capital de l'estat veneçolà de Lara. El 2011 tenia 1.059.092 habitants.

## Història

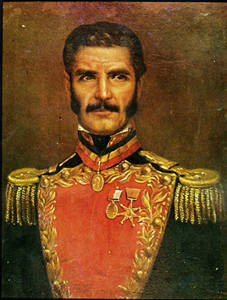
General de Lara del Jacinto

Barquisimeto va ser fundat el 1552 per Juan de Villegas, com a seu i per tenir un millor control del territori que es creu ric en or. El seu nom original era "Nueva Segovia de Barquisimeto" i després es va escurçar a només Barquisimeto.
Aquesta ciutat va tenir quatre assentaments a causa del desconeixement del medi físic de la regió. El primer va ser el 1552 a prop del riu Buría, però es va traslladar el 1556 a causa de les freqüents inundacions que patien els habitants. El segon va ser a la vall del riu Turbio, on la ciutat es va allotjar fins que Lope de Aguirre la va cremar el 1561. La seva reconstrucció es va fer a 102 km però el 1562 van demanar permís per traslladar-se a un altre lloc a causa del fort vent que bufava al lloc. Finalment, Barquisimeto es va situar a l'altiplà nord del riu Turbio el 1563.
Durant la independència del país, Barquisimeto es va unir al moviment d'alliberament i el seu diputat José Ángel Álamo va signar la llei d'independència el 5 de juliol de 1811.
El 1929, la ciutat va passar per un programa de modernització dut a terme pel general Juan Vicente Gómez. Va arreglar els carrers i es van construir avingudes i edificis, com la seu de Jacinto Lara, el palau del govern i el parc Ayacucho.

### Noms i etimologia
Segons l'aventurer alemany Nikolaus Federmann, els aborígens del Caquetío l'anomenaven Variquicimeto, que es tradueix com a "riu de color cendra", el nom amb el qual els indígenes distingien la riera d'aigua propera a la ciutat. Aquest riu va ser nomenat "riu Turbio" pels conqueridors espanyols, nom que encara es fa servir avui. Un altre possible origen del nom es deu a un colorant vermell anomenat bariquí.
Quan Juan de Villegas el va fundar, va anomenar la ciutat "Nueva Segovia de Barquisimeto", però anys més tard esdevingui just "Barquisimeto", una paraula popularitzada per Oviedo y Baños en la seva Història de llibre i Conquesta de la Població venezolana.
Es coneix com la ciutat del capvespre per les seves boniques postes de sol.

## Religió
La moderna catedral de Barquisimeto de la ciutat és la seu episcopal de l’ arxidiòcesi catòlica de Barquisimeto.

### Divina Pastora

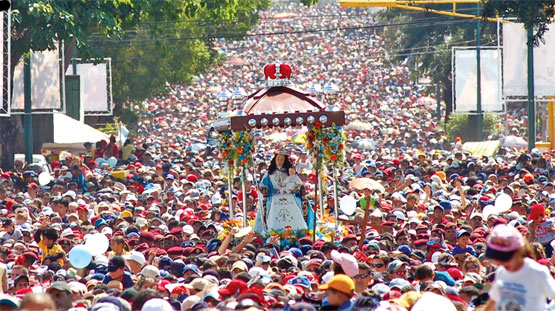
Processó de la Divina Pastora

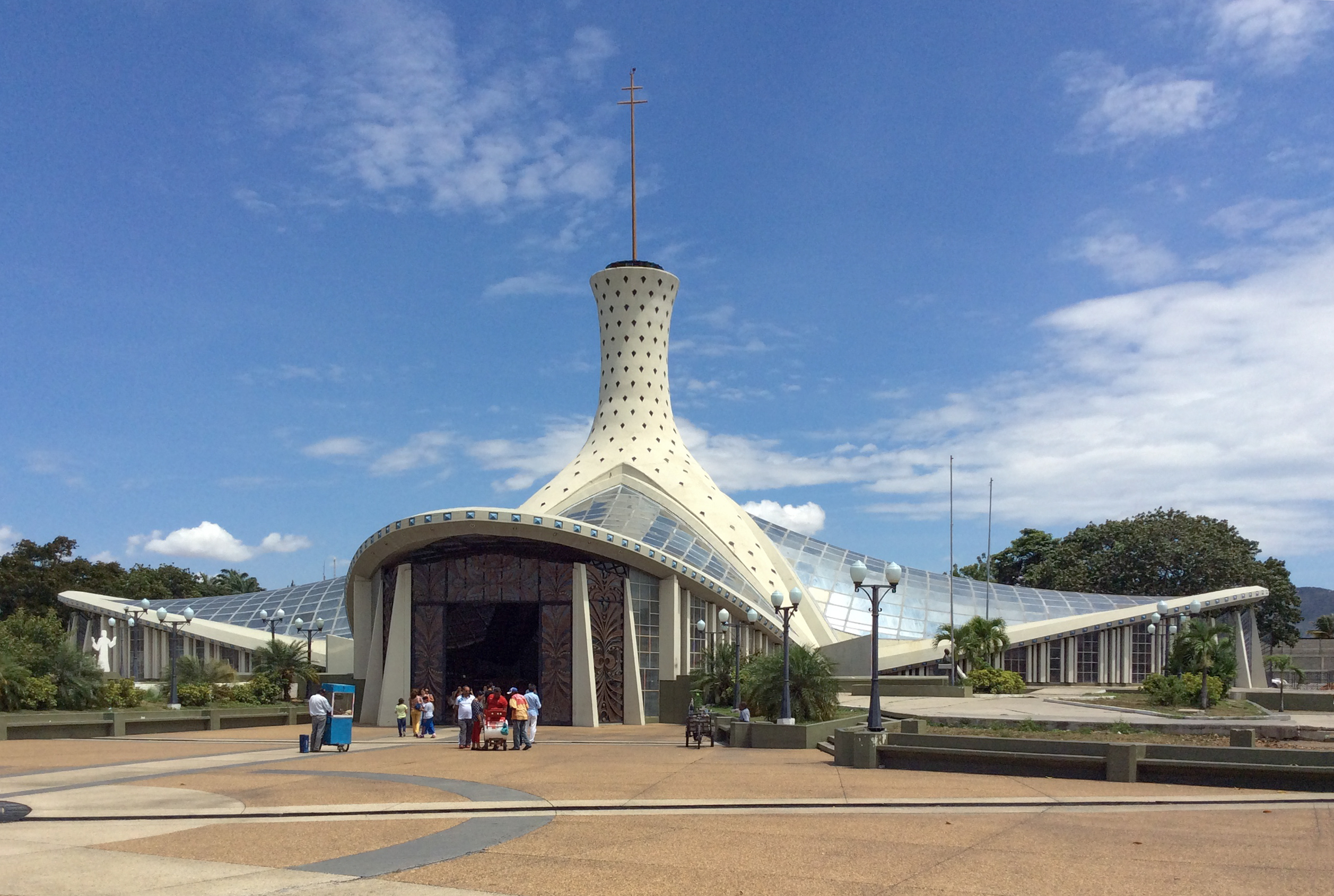
Catedral de Barquisimeto

La Divina Pastora és una estàtua de la Mare de Déu que sosté el nen Jesús, amb un xai al seu costat. Es considera una de les icones religioses més importants de Veneçuela. La Divina Pastora és la patrona de la ciutat de Barquisimeto i de la Milícia Nacional veneçolana. La imatge original data del 1735. La Divina Pastora se celebra en una processó el 14 de gener de cada any, quan té lloc una processó mariana massiva, considerada una de les més grans del món, que atrau milers de pelegrins.
L'estàtua es retira del seu santuari i es porta als carrers principals de Barquisimeto en una processó que comença a l’Església de la Divina Pastora de Santa Rosa fins a arribar a la catedral de Barquisimeto. Aquesta processó és diferent a altres celebracions marianes massives del món, on la imatge no surt del seu temple. Aquesta processó es produeix a causa de la devoció que la gent de Barquisimeto té cap a ella com a agraïment per salvar la ciutat d’un brot de còlera que va tenir lloc a la ciutat al segle XIX. El 2013, 3.000.000 de fidels van honrar la Divina Pastora.

## Geografia

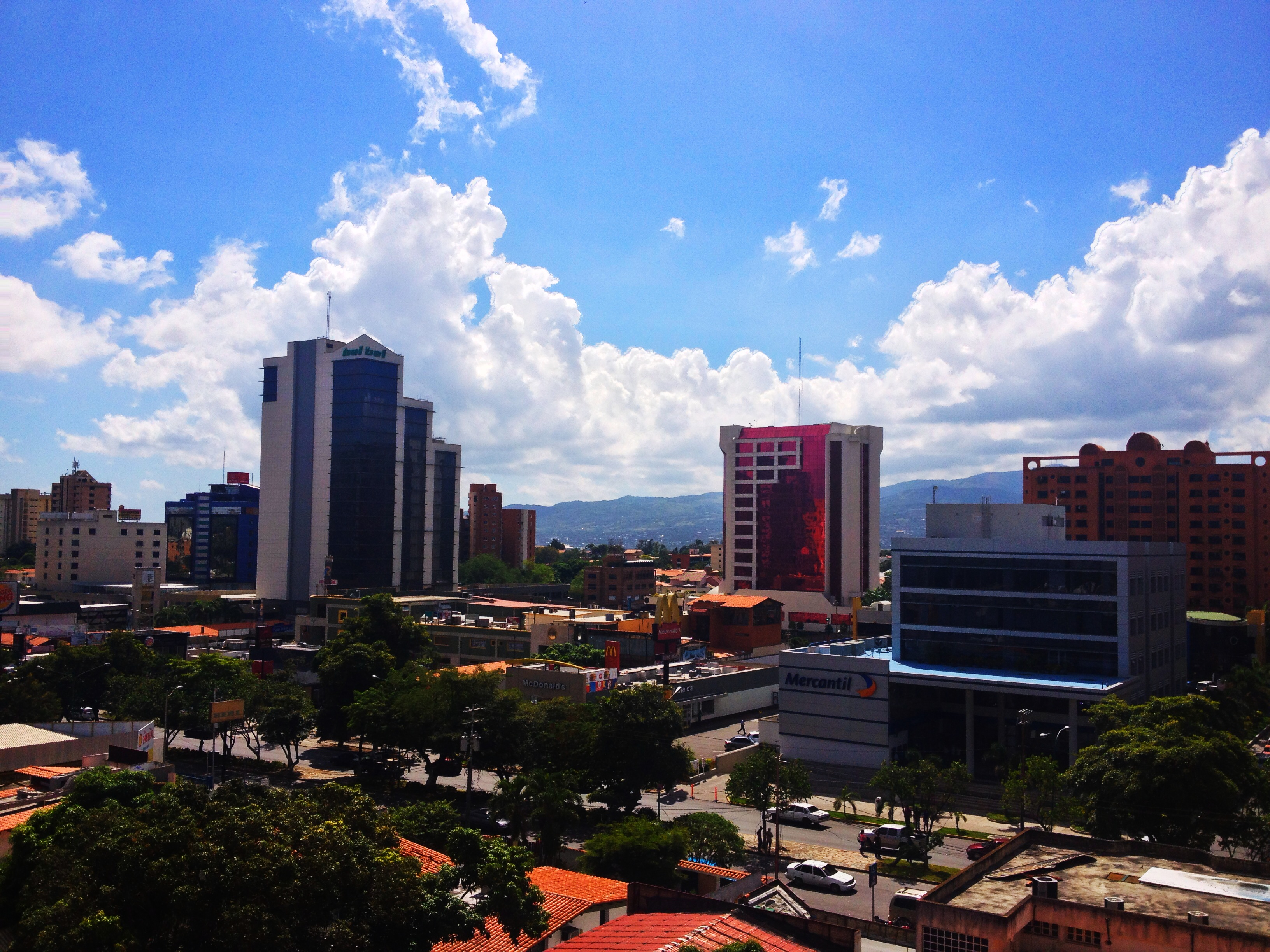
Barquisimeto Est

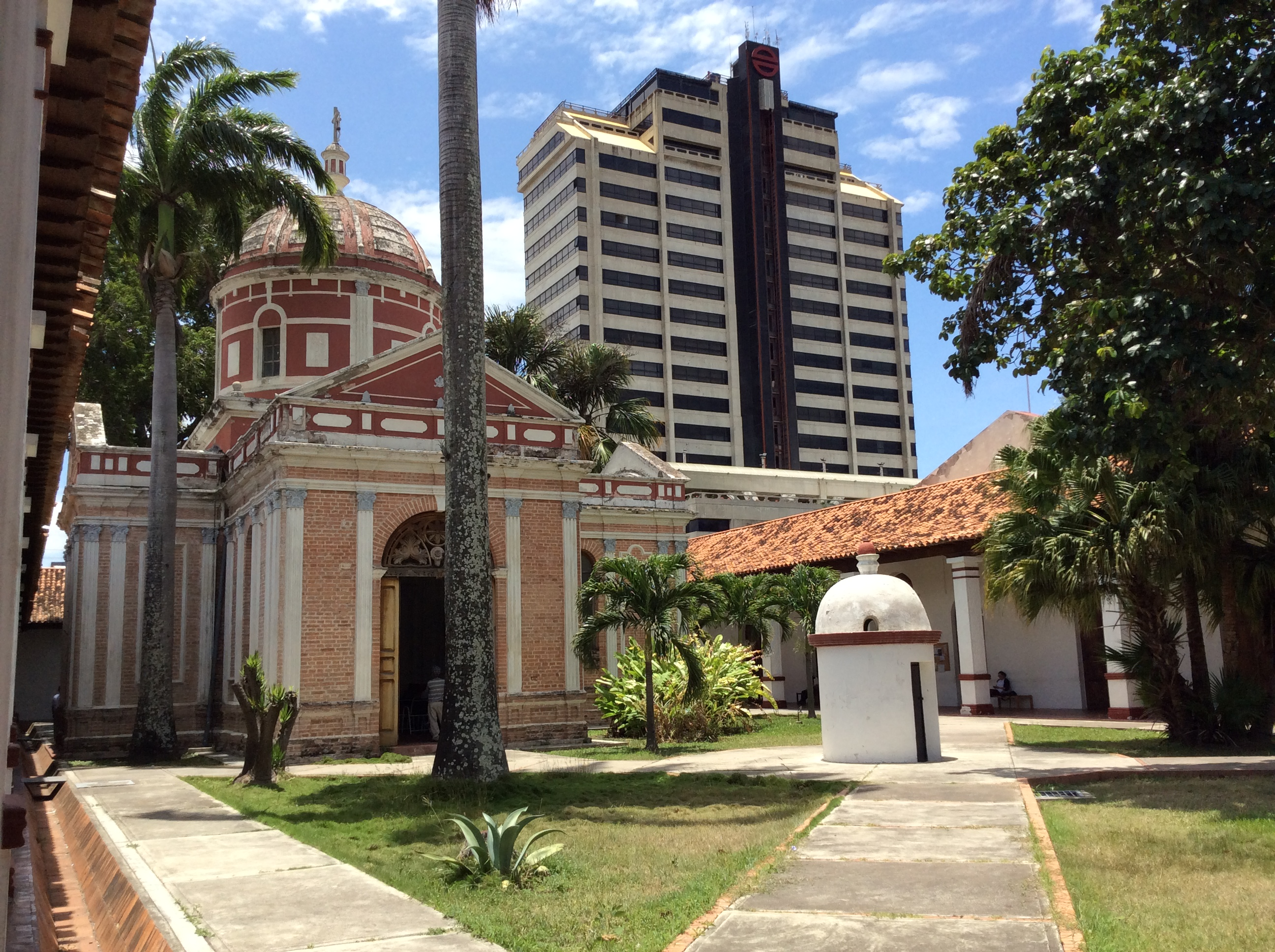
Capella de Sant Miquel

Barquisimeto es troba a la terrassa del mateix nom, a la vora del riu Turbio, a 622 metres (2,040 peus) sobre el nivell del mar i una població de 930.000 habitants. Té una ubicació al centre oest de Veneçuela (363 km (226 mi) de Caracas, la capital del país), sent un punt de convergència de moltes de les principals rutes terrestres i ferroviàries, caracteritzat també per l'ordre dels carrers i la seva senyalització adequada a causa de la ubicació de la ciutat amb un relleu gairebé completament pla, que va facilitar la distribució de la xarxa urbana i amb els carrers numerats en ordre numèric ascendent, factors que ajuden el ciutadà estranger i localitzen fàcilment les adreces. El seu clima és agradable els mesos de desembre a març, amb una temperatura mitjana de 26 °C (79 °F) durant tot l'any.